# Tempestade tropical Bilis
A tempestade tropical severa Bilis, conhecida nas Filipinas com tempestade tropical Florita, foi uma tempestade tropical fraca que em julho de 2006, causou danos significativos em porções das Filipinas, Taiwan e sudeste da China. A palavra Bilis, atribuída pelas Filipinas, significa 'velocidade' ou 'rapidez' em tagalog.
Apesar de nunca ter oficialmente alcançado a intensidade de um tufão, Bilis foi responsável por $4,4 bilhões de dólares (valores em 2006) em prejuízos e 859 fatalidades nas Filipinas, Taiwan e China. A maior parte dos danos foi causada pela chuva forte, que causou em várias regiões enchentes de curta duração e deslizamentos de terra. Muitas áreas alagadas por Bilis foram novamente atingidas, posteriormente, pelos tufões Kaemi, Prapiroon e pelo tufão intenso Saomai.

## História meteorológica
Em 7 de julho uma perturbação tropical formou-se a nordeste de Yap e organizou-se lentamente. O Joint Typhoon Warning Center (JTWC) emitiu um Alerta de Formação de Ciclone Tropical sobre a perturbação depois, naquele dia, assim que o sistema movia-se para noroeste. Em 8 de julho, o sistema formou áreas de convecção suficientes para ser declarado uma depressão tropical pelo JTWC e pela Agência Meteorológica do Japão (AMJ). A depressão continuou a se fortalecer e foi designada como a tempestade tropical Bilis pela AMJ no começo da madrugada de 9 de julho. O JTWC também classificou o sistema numa tempestade tropical depois, naquele dia. Bilis adentrou a área de responsabilidade da Administração de Serviços Atmosféricos, Geofísicos e Astronômicos das Filipinas (PAGASA) e foi designada como a tempestade tropical Florita para avisos locais.
Nos dias seguintes, Bilis continuou a se mover para noroeste, em direção a Taiwan, intensificando-se lentamente sobre águas abertas. Bilis foi designado como uma tempestade tropical severa pela AMJ em 11 de julho, mas a tempestade não se fortaleceu mais nos dias seguintes devido às condições marginais dos níveis altos e também pela entrada de ar seco. A PAGASA classificou o sistema num tufão em 12 de julho, mas a AMJ nunca reconheceu oficialmente o sistema como tal em seus avisos. Bilis alcançou se pico de intensidade oficial de 60 kn (110 km/h; 69 mph) ainda naquele dia.
Bilis fez seu primeiro landfall no norte de Taiwan em 13 de julho, com uma intensidade de 100 km/h. Após mover-se sobre o norte de Taiwan, Bilis fez seu segundo landfall em Fuquiém, China, no começo da madrugada de 14 de julho, com a mesma intensidade, e então enfraqueceu-se numa depressão tropical sobre terra no dia seguinte. Bilis persistiu como uma depressão tropical sobre o sudeste da China antes de degenerar-se numa área de baixa pressão remanescente em 16 de julho. Apesar de se tornar uma área de baixa pressão remanescente, os remanescentes de Bilis mantiveram sua identidade por vários dias enquanto movia-se para oeste sobre a China, trazendo chuvas intensas para áreas distantes da costa.

## Preparativos

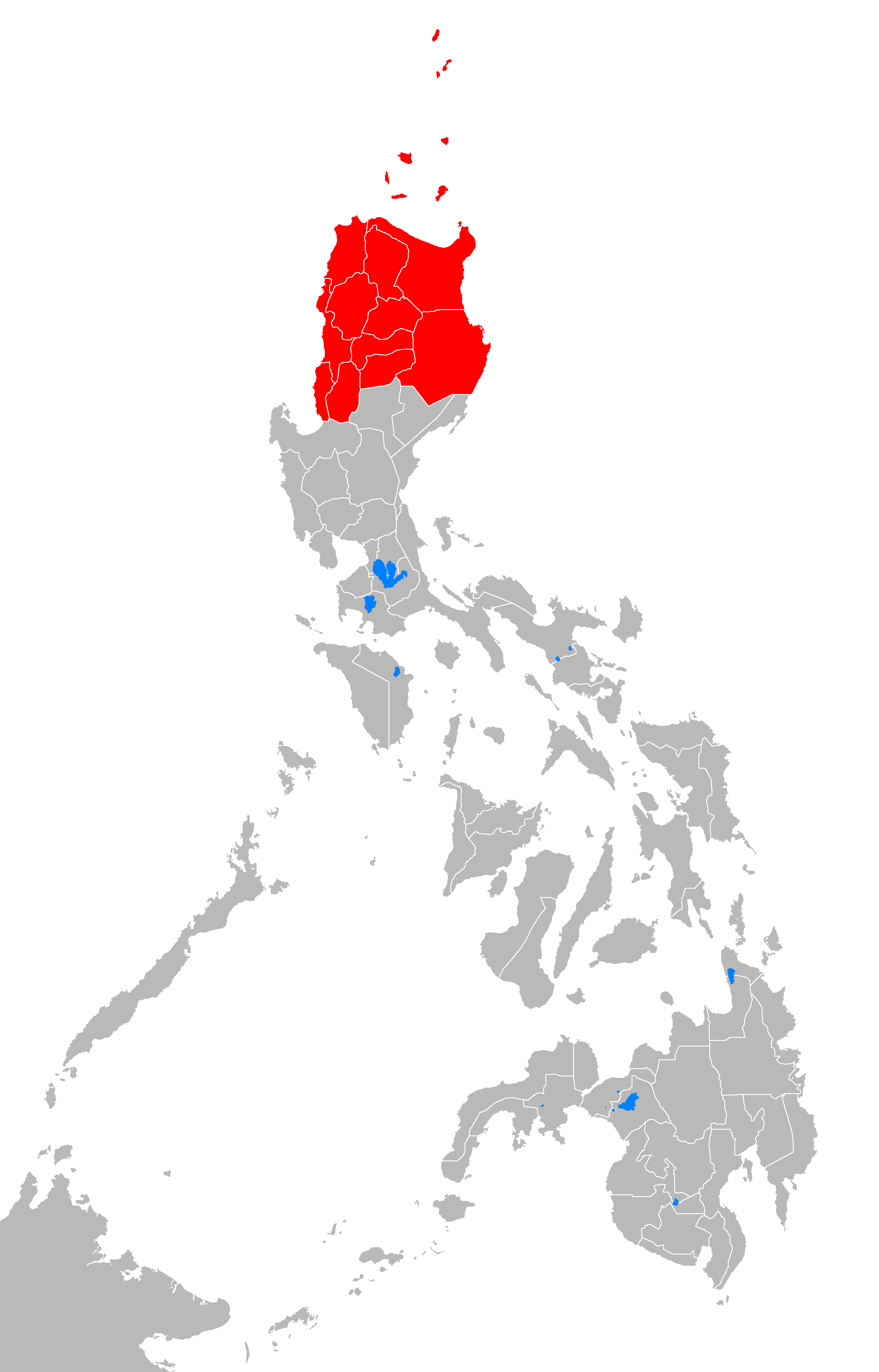
Províncias das Filipinas em que sinais públicos de tempestade foram emitidos, avisando sobre a chegada do Tufão Florita (Bilis)

Em 13 de julho, a PAGASA emitiu um Sinal de Tempestade nº3, um aviso de ventos entre 100 a 185 km/h para as ilhas Calaiã e Batanes. Um sinal de tempestade nº 2, para ventos entre 60 a 100 km/h, foi emitido para o norte de Lução, incluindo a parte restante de Cagaiã, para Ilocos Norte e Apayao. Um sinal de tempestade nº 1, para ventos entre 30 a 60 km/h, foi emitido para a maior parte da região central de Lução, incluindo boa parte da Região Administrativa de Cordillera e a metade norte da região de Ilocos. Escolas e prédios governamentais naquelas regiões foram fechados.
O Observatório de Hong Kong emitiu um aviso de tufão para Fujian em 11 de julho, bem antecipado à chegada de Bilis na região. Em resposta ao aviso, as autoridades retiraram mais de 800.000 pessoas de Hunão e 70.000 de Chequião. Além disso, 256.000 pescadores e trabalhadores foram retirados de áreas costeiras no sudeste da China e 220.000 embarcações foram ordenadas a voltarem para seus respectivos ancoradouros. Em Xangai, as evacuações causaram significantes atrasos em ônibus e trens e mais de 210 voos que partiam ou chegavam à cidade foram cancelados pouco antes do sistema fazer seu desembarque.

## Impactos

### Filipinas
Os ventos mais fortes e as chuvas mais pesadas estavam ao sul e ao leste do centro de Bilis e suas bandas externas de tempestade passaram sobre Lução nas Filipinas, causando chuvas fortes e rajadas de vento com intensidade de tempestade tropical, enchentes de curta duração e deslizamentos de terra. Bilis foi responsável por $45 bilhões de pesos filipinos em danos e no mínimo 14 fatalidades, incluindo três em Baguio e mais seis na região da capital filipina, Manila.

### Taiwan

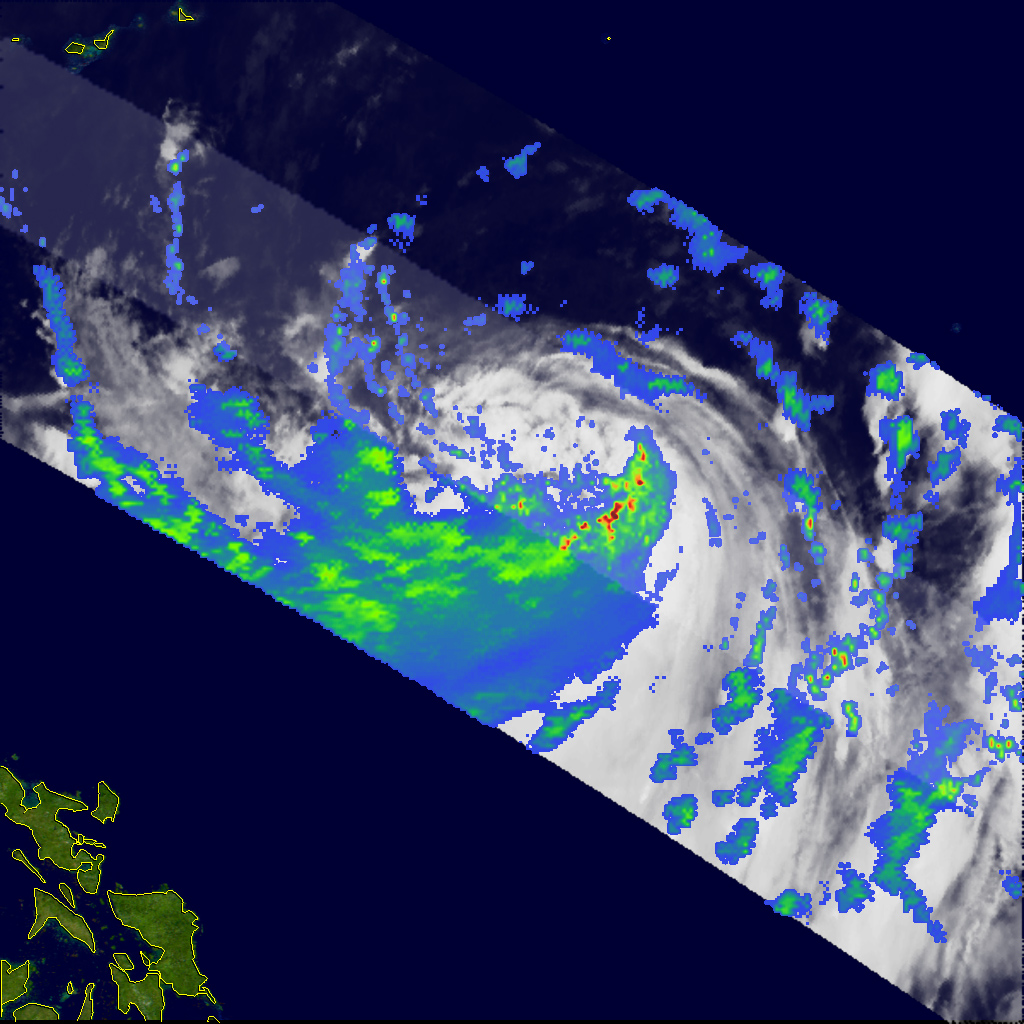
Imagem TRMM de Bilis, mostrando sua assimétrica distribuição de chuvas

Os danos foram pequenos em Taiwan, devido à rápida velocidade de deslocamento da tempestade sobre a porção norte do país. O governo da República da China (Taiwan) relatou quatro fatalidades, dois dos quais estavam na China continental cujas embarcações ficaram encalhados nas Ilhas Matsu. Outro homem foi eletrocutado em Taipé como resultado da tempestade. A causa da quarta morte é desconhecida.

### China
A tempestade fez seu segundo landfall em Fuquiém, China, que foi a província mais impactadas pelo ciclone tropical. Um total de 92 fatalidades e $3 bilhões de Renminbi em prejuízos foi causado pelo sistema, a maior parte pelas enchentes. Escolas e atrações turísticas nas províncias ficaram fechados por vários dias.
As enchentes mataram 39 pessoas na porção leste de Guangxi e 183 pessoas em Cantão. Mais oito pessoas foram mortas em Iunã quando uma enxurrada levou algumas barracas de trabalhadores em rodovias. Uma estação meteorológica em Guangdong relatou 360,6 mm de chuva em apenas 5 horas.
Em Chequião, fortes ventos e chuva pesada de Bilis causaram $693 milhões de yuans em prejuízos, e uma rajada de vento de 155 km/h foi relatada.
Várias seções da estrada de ferro Pequim-Guangzhou, uma estrada de ferro principal na China, foram bloqueadas por enchentes e deslizamentos de terra, causando muitos atrasos e desvios. Um trem foi rodeada por águas em Lecheng e os passageiros tiveram que ser retirados para uma escola próxima. No mínimo 274 trens foram afetados e a companhia de trem teve que restituir cerca de 2 milhões de passagens. Após três dias de trabalho de reparação, o serviço de trens voltou às operações normais em 18 de julho.
Os danos mais significativos ocorreram em Hunão, onde severas enchentes e correntes de lodo destruíram mais de 31.000 residências e causou pelo menos 526 fatalidades. A maior parte dos danos e fatalidades ocorreram no vilarejo de Zixing, onde autoridades locais relataram que a enchente tinha sido a pior na área em 100 anos e descreveram o número de fatalidades como "imprescindível". Ao todo, Bilis foi responsável por 843 mortes, 208 reportados desaparecidos e cerca de 4400 milhões de dólares (valores em 2006) em danos no sudeste da China.

## Após a tempestade

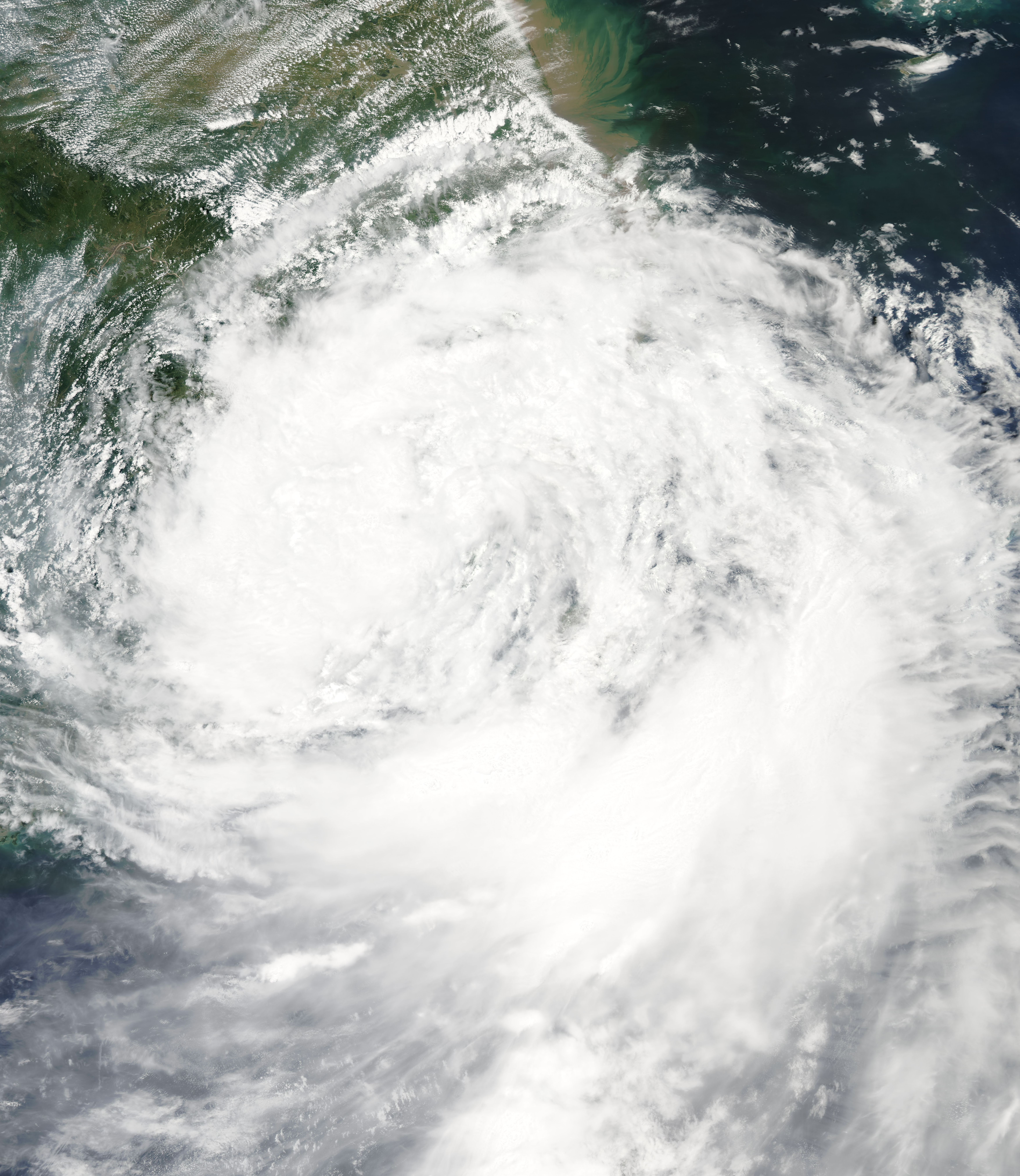
Tempestade Tropical Severar Bilis sobre a China Oriental em 14 de julho

A tempestade Bilis e suas enchentes associadas deixaram mais de 400.000 pessoas desabrigadas, e mais de 2 milhões tiveram que ser retiradas com a ameaça da subida das águas. Seguindo a tempestade, a Sociedade da Cruz Vermelha da China proveu alimentos, cobertores e kits de purificação de água para mais de 100.000 pessoas em abrigos de evacuação em massa em Hunan. Os esforços de ajuda foram complicados por um terremoto em Iunã, assim como mais três ciclones tropicais: os tufões Kaemi, Prapiroon e Saomai. Todos estes sistemas foram mais fortes do que Bilis e exacerbaram as enchentes e outros problemas na região.
Por causa do repentino aumento no número de mortes relatados em Hunan em poucas horas, as autoridades governamentais chinesas causaram autoridades locais de encobrir os danos e os detalhes das casualidades. O Ministro da Casa Civil chinês enviou uma equipe para Hunan para investigar as alegações, e emitiu uma nota dizendo que qualquer um que for achado encobrindo qualquer detalhe de danos seria responsável pela paralisação das avaliações.
A Administração Meteorológica da China liberou um a nota depois da passagem da tempestade e dá quatro razões para os extensivos danos. Primeiro, a tempestade desacelerou após fazer landfall e manteve sua identidade por cerca de 120 horas enquanto movia-se para oeste, Segundo, a tempestade era assimétrico e as chuvas concentraram  no semicírculo sul da tempestade. Também, a tempestade interagiu com uma monção ativa sobre o Mar da China Meridional, e o Observatório de Hong Kong relatou chuvas em 1 hora de 115,1, um novo recorde. Finalmente, chuvas anteriores tinham umedecido a área, mais do que o normal, deixando o solo menos propício para a absorção de água.
Na 39ª reunião do comitê de tufões ESCAP/OMM em Manila, Filipinas, em dezembro de 2006, o nome Bilis foi retirado, juntamente com quatro outros nomes. Em dezembro de 2007, o comitê selecionou o nome Maliksi para substituir Bilis na lista de nomes de tufões, começando em 2008.